# Biała Karczma
Biała Karczma – dawny zaścianek. Tereny, na których był położony, leżą obecnie na Białorusi, w obwodzie witebskim, w rejonie brasławskim.

## Historia
W latach 1921–1945 zaścianek leżał w Polsce, w województwie nowogródzkim (od 1926 w województwie wileńskim), w powiecie brasławskim, w gminie Opsa.
Według Powszechnego Spisu Ludności z 1921 roku zamieszkiwało tu 9 osób, wszystkie były wyznania rzymskokatolickiego. Jednocześnie 1 mieszkaniec zadeklarował polską przynależność narodową a 8 litewską. Były tu 2 budynki mieszkalne. W 1931 w 3 domach zamieszkiwało 13 osób.
Miejscowość należała do parafii rzymskokatolickiej w Opsie. Podlegała pod Sąd Grodzki w Opsie i Okręgowy w Wilnie; właściwy urząd pocztowy mieścił się w Opsie.